# Кенсё
Кенсё (яп. 見性) — японский термин из дзен-буддизма. Кен значит «смотреть», сё значит «природа, суть». Это обычно переводится, как «видение чьей-то (истинной) природы», то есть природы Будды, или природы ума.
Кенсё это первичный инсайт или пробуждение, но не полное Бытие будды. За ним как правило следует дальнейшее обучение углублению этого пробуждения и практика реализации его в повседневной жизни.
Термин кенсё часто заменяется термином сатори, который происходит от слова satoru, и обозначает «постижение; понимание».

## Терминология
Китайский буддийский термин jianxing (??) состоит из:
- jian 見 «смотреть, наблюдать, воспринимать»;
- xing 性 «(внутренняя) природа, характер, личность, свойство, качество».

### История
Буддийские монахи при переводе сутр с санскрита на китайский столкнулись со множеством лингвистических сложностей:
- Они выбрали китайское слово jian 見 для перевода санскритского dṛś दृश् «смотреть, выглядеть», и главная буддийская идея dṛṣṭi दृष्टि «видеть, созерцать (так же умственным взором), свобода».
- Переводчики использовали xing 性 или zixing 自性 «собственная природа» для санскитского svabhāva स्वभाव «внутренняя природа, истинная природа».

Таким образом, jianxing был переводом dṛṣṭi-svabhāva, «наблюдение чей-то истинной природы».
В 8-м веке Китайская сутра упоминает (Prajñā (праджна) «мудрость, понимание») первая запись jianxing.

## Значение кенсё
Перевод кенсё на русский семантически сложен.

### Определения в словарях и энциклопедиях
Вот некоторые определения из словарей и энциклопедий:
- Шотхилл (1934): «Созерцать природу Будды внутри себя, то, как называют это в Чань (Дзен) или в Интуитивной Школе»[14].
- Фишер-Шрайбер (1991): лит. «видение природы»; Дзенское выражение для переживания пробуждения (просветления). Поскольку смысл это "видение своей собственной истинной природы, " кен-се часто переводиться, как самореализация. Подобно всем словам, которые пытаются редуцировать концептуально не-познаваемое переживание просветления в концепцию, это не совсем точно, и даже сбивает с толку, поскольку переживание содержит недуальность «видящего» и «видимого» и не существует «природы себя (Я)», как объекта, который может быть виден субъектом, отделенным от этого объекта[10].
- Baroni (2002): "Видение своей природы, " это реализация своей истинной Природы Будды. В Школе Риндзай, наиболее наиболее часто ссылаются более специфично на чье-то просветление, достигнутое через практику коанов[1].

## Инсайт или опыт
Кэнсё — это прозрение, понимание нашей сущностной природы как природа будды, или природа ума, самого воспринимающего субъекта, которое в школе Восточной горы приравнивалось к природе будды.
Современное понимание также описывает кэнсё как переживание, как «переживание просветления»; сам термин «переживание просветления» является тавтология: «Кэнсё (просветление) — это переживание просветления (кэнсё)». Понятие «опыт» вписывается в популярный набор дихотомий: чистый (неопосредованный) против опосредованного, некогнитивный против когнитивного, экспериментальный против интеллектуального, интуитивный против интеллектуального, нерациональный против рационального, недискурсивный против дискурсивного, непропозициональный против пропозиционального.
Понятие чистого опыта (junsui kuiken) для интерпретации и понимания кэнсё было введено Нисидой Китаро в его «Исследовании блага» (1911) под влиянием «его несколько своеобразного прочтения западной философии», особенно Уильяма Джеймса, Автор «Разновидностей религиозного опыта». Уэйн Праудфут прослеживает корни понятия «религиозный опыт» от немецкого теолога Фридриха Шлейермахера (1768—1834), который утверждал, что религия основана на ощущении бесконечности. Понятие «религиозный опыт» использовалось Шлейермахером для защиты религии от растущей научной и светской критики. Его переняли многие религиоведы, наиболее влиятельным из которых был Уильям Джеймс. [примечание 6] Д. Т. Судзуки, который познакомил Нисиду Китаро с западной философией, перенял это понятие чистого опыта, описав его как сущность все религии, но лучше всего представлены в высшей японской культуре и религии.
Влияние западной психологии и философии на японский буддизм было связано с преследованием буддизма в начале Реставрации Мэйдзи и последующими усилиями по построению Нового буддизма (шин буккё), адаптированного к современности . [35] Именно этот новый буддизм сформировал понимание дзэн на западе, особенно благодаря трудам Д. Т. Судзуки и Санбо Кёдан, представителю открытия дзэн эпохи Мэйдзи. -тренинг для мирян.
Понятие «опыт» подверглось критике. Роберт Шарф отмечает, что «опыт» — типичный западный термин, который проник в азиатскую религиозность через западные влияния. Понятие «опыт» вводит ложное понятие двойственности между «испытывающим» и «опытный», где-поскольку сущность кэнсё заключается в реализации «недвойственности» наблюдателя и наблюдаемого. «Чистый опыт» не существует; весь опыт опосредуется интеллектуальной и познавательной деятельностью. Конкретные учения и практики конкретной традиции могут даже определять, какой «опыт» есть у кого-то, что означает, что этот «опыт» не является доказательством учения, а является его результатом. Чистое сознание без концепций, достигнутое путем «очистки дверей восприятия», было бы подавляющим хаосом сенсорного ввода без согласованности. Понятие «переживания» также делает чрезмерный акцент на кэнсё, как если бы это была единственная цель дзен-обучения, где — как в традиции дзэн ясно сказано, что «вонь дзэн» должна быть устранена, и опыт «кэнсё» должен быть интегрирован в повседневную жизнь. В школе Риндзай это обучение после сатори включает изучение и усвоение большого количества классической китайской поэзии, которая далека от «универсальной» и культурной. Напротив, он требует обучения языку и поведению, зависящим от конкретной культуры, которое измеряется конкретными и строгими культурными нормами. Акцентирование внимания на «опыте» «сводит изощренную диалектику доктрины и практики Чань / Дзэн к простому» средству «или набору техник, предназначенных для привития такого опыта».

## Понимания Кенсё

### Альтернативных взглядов
Хоун Джию-Кеннетт, Сото Дзэн Осё 20-го века, то есть «роши» и первая западная женщина-дзен-роши, имела длительный религиозный опыт  в 1970-х годах, в том числе серию видений и вспоминая прошлые жизни, когда она была тяжело больна. Она расценила эти переживания как «глубокое переживание кэнсё (просветления)», составляющее третье кэнсё, и опубликовала отчет об этих видениях и подробную схему стадий пробуждения в «Как вырастить цветок лотоса» . Ее интерпретации, параллельные христианскому мистицизму, были противоречивыми, и отвергались некоторыми как макио («иллюзия»). По словам Джию-Кеннетт, такие переживания не редкость , но о них редко говорят; она рассматривала публикацию своего собственного опыта как способ признать существование и обоснованность такого опыта, который, по ее словам, может способствовать дальнейшему пониманию после первоначального пробуждения. Она признала риски и возможность разногласий при публикации своей учетной записи, но чувствовала, что выгода от раскрытия такой информации перевешивает риски.

## Сноски
1. 1 2  Baroni, 2002, p. 188.
2. 1 2  Hori, 2000, p. 287.
3. ↑  Fowler, 2005, p. 115.
4. 1 2  Kapleau, 1989.
5. ↑  Sekida, 1985, p. 226.
6. 1 2  Sekida (translator), 1996.
7. ↑  Yen, 1996, p. 54.
8. 1 2  Kraft, 1997, p. 91.
9. ↑  Suzuki, 1994-A, p. 88.
10. 1 2  Fischer-Schreiber, 1991, p. 115.
11. ↑  Hakuin, 2010.
12. 1 2  Kraft, 1997, p. 90.
13. ↑  Hanyu Da Cidian 汉语大词典, vol. 10, p. 314.
14. ↑  Soothill, 1934, p. 244.
15. 1 2  Samy, 1998, p. 82.
16. ↑  Harvey, 1990, p. 275—276.
17. ↑  Dumoulin, 2005b, p. 380.
18. 1 2  Hori, 1994, p. 30.
19. ↑  Sharf, 2014, p. 939.
20. 1 2  Mohr, 2000, p. 282.
21. 1 2  Sharf, 1995b, p. 248.
22. ↑  Hori, 1999, p. 47.
23. ↑  Sharf, 2000, p. 271.
24. ↑  Carrithers, 1983, p. 18.
25. ↑  Sekida, 1985, p. 196—197.
26. ↑  Sekida, 1985, p. 251.
27. 1 2 3  McMahan, 2008.
28. ↑  Sharf, 1993.
29. ↑  Sharf, 1995a.
30. ↑  Sharf, 1995b, p. 246—248.
31. ↑  Victoria, 2006.
32. 1 2 3  Sharf, 1995b.
33. ↑  Sharf, 1995b, p. 247—248.
34. ↑  Borup, Year unknown.
35. ↑  Sharf, 1995c.
36. ↑  Mohr, 2000, p. 282—286.
37. ↑  Low, 2006, p. 12.
38. ↑  Sharf, 1995c, p. 1.
39. ↑  Samy, 1998, p. 80—82.
40. ↑  Samy, 1998, p. 80.
41. ↑  Quote DB. Дата обращения: 23 августа 2020. Архивировано 19 сентября 2020 года.
42. ↑  Mohr, 2000, p. 284.
43. ↑  Hori, 2006, p. 143.
44. ↑  Hori, 1999, p. 50—53.
45. ↑  Sharf, 1995b, p. 266.
46. ↑  Seikai Luebke, Why Are Roshi Jiyu Kennett’s Disciples So Reclusive? Архивировано 21 июня 2018 года.
47. 1 2 3 4  Kay, 2007, p. 145.
48. 1 2  Osto, 2016, p. 65.
49. 1 2 3  Ford, 2006, p. 143—144.
50. 1 2 3  Kennett, 1993.
51. ↑  Kay, 2007, p. 155.
52. 1 2  Morgan, 2004, p. 2014.
53. 1 2 3  Kay, 2007, p. 149.
54. ↑  Faure, 2001.
55. ↑  Faure, 2000.
56. ↑  Williams, 2005.
57. ↑  Bodiford, 2008.
58. ↑  Watson, 0000, p. 14.
59. ↑  Greenwell, 2002, p. 52—53.